# Ottoia
Ottoia era um verme priapulídeo que viveu durante o período Cambriano.

## Descrição
Ottoia tinha uma probóscide, que poderia voltar ao tronco. Ottoia poderia atingir até 15cm de comprimento, porém espécimes juvenis foram encontrados com no máximo 1cm de comprimento. Os vermes são geralmente encontrados curvados em forma de U com seus corpos cheios de sedimentos muitas vezes visíveis correndo pelo centro do organismo. Ottoia periodicamente perdia sua cutícula para permitir o crescimento.

## Abundância
Ottoia é um dos organismos mais comuns do Burgess Shale, representando mais de 80% dos priapulídeos da Walcott Quarry segundo Conway Morris em 1977, e mais de 1,3% de todos os fósseis da Walcott Quarry. Milhares de exemplares são conhecidos.

## Ecologia
Espécimes de Haplophrentis carinatus preservados no intestino de alguns exemplares indicam que este hiólito era um alimento básico da dieta de Ottoia. Uma placa fóssil também mostra nove espécimes se alimentando de uma carcaça de Sidneyia recentemente morto.

## História de Pesquisa

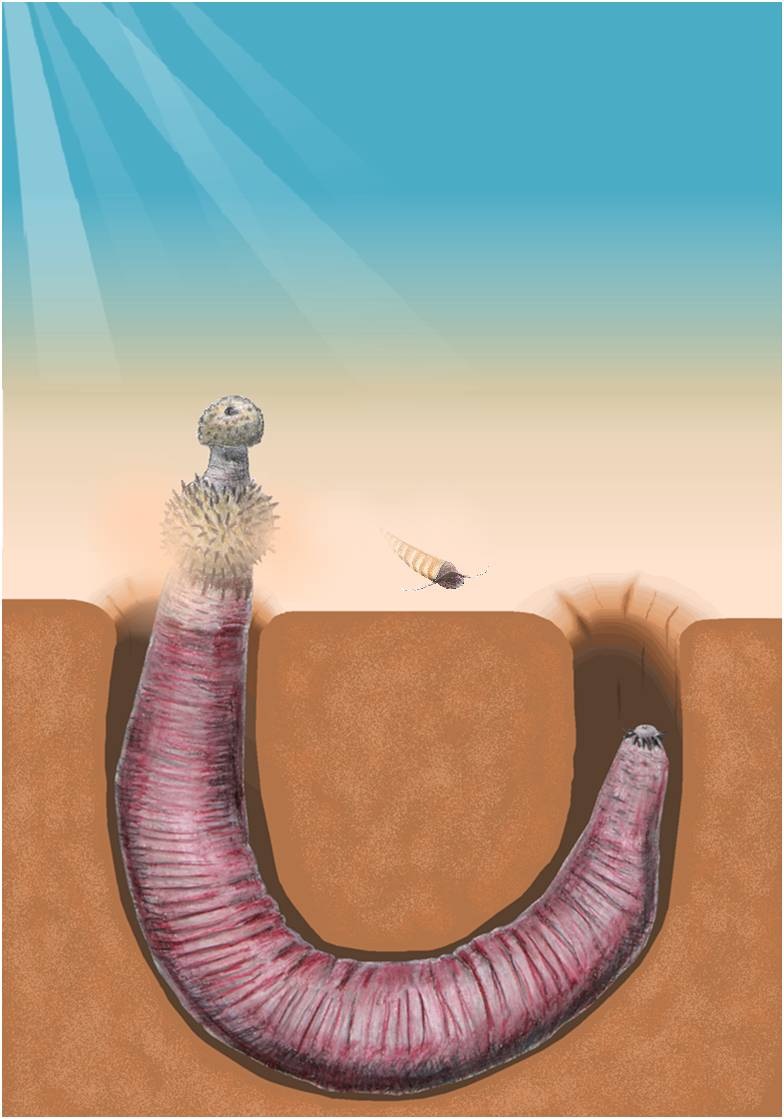
Modelo icnológico de toca de Ottoia.

Charles Walcott (1911) descreveu pela primeira vez Ottoia como um membro do agora descartado agrupamento de vermes chamado Gephyrea, que incluía os priapulídeos, bem como os Sipuncula e Echiura. Ele enfatizou uma comparação com os sipunculanos, levando alguns autores posteriores a considerá-lo como membro deste filo. Outros, no entanto, sugeriram afinidades com os acantocéfalos parasitas, ou os priapulídeos. Uma reanálise do material fóssil em si não foi realizada até a década de 1970, com o trabalho de Banta e Rice (1970) e Conway Morris (1977) apoiando uma relação com os priapulídeos, que mais tarde foi demonstrado estar em nível de grupo-tronco (Wills, 1998).